# Sophia (Virginia Occidentale)
Sophia è un comune degli Stati Uniti d'America, situato nello Stato della Virginia Occidentale, nella Contea di Raleigh.